# روبرتو کاردیناله
روبرتو کاردیناله (انگلیسی: Roberto Cardinale؛ زادهٔ ۱۲ ژوئن ۱۹۸۱) بازیکن فوتبال اهل ایتالیا است.
از باشگاه‌هایی که در آن بازی کرده‌است می‌توان به باشگاه فوتبال رجینا، باشگاه فوتبال پروجا، باشگاه فوتبال اسپتزیا، باشگاه فوتبال سالرنیتانا، و باشگاه فوتبال آولینو اشاره کرد.
وی همچنین در تیم‌های ملی فوتبال زیر ۲۱ سال ایتالیا بازی کرده‌است.